# Neolimonia ludibunda
Neolimonia ludibunda är en tvåvingeart som först beskrevs av Alexander 1927.  Neolimonia ludibunda ingår i släktet Neolimonia och familjen småharkrankar. Inga underarter finns listade i Catalogue of Life.